# Stadtfriedhof Eilenburg
Der Stadtfriedhof Eilenburg ist ein parkähnlicher Friedhof in Eilenburg in unmittelbarer Nähe zur Mulde. Er ist einer von sechs Friedhöfen in der Stadt. Der Stadtfriedhof ist als Sachgesamtheit ein eingetragenes Kulturdenkmal in der Denkmalliste des Landesamtes für Denkmalpflege Sachsen. Fünf Grabanlagen sind zudem als Einzeldenkmale geschützt.

## Geschichte
Der Stadtfriedhof befand sich ursprünglich im Umfeld der Pfarrkirche St. Nikolai im Zentrum der Stadt. Zu dieser Zeit war die Nikolaikirche ein bekannter Wallfahrtsort, da hier eine scheinbar lebendige Maria Heilung versprach. Zur Beherbergung der Hilfesuchenden wurde an der Georgenkapelle in der Nähe des Muldeübergangs ein Spital errichtet. Seit 1424 waren der Kapellenstandort und das Umland im Besitz des Nonnenklosters Sitzenroda. Als mit der Reformation die Klöster ihren Einfluss in der Stadt völlig verloren hatten, beantragte die Bürgerschaft 1529 bei Kurfürst Johann der Beständige die Verlegung des Friedhofs in die vormaligen Klostergärten bei der Georgenkapelle. 1628 wurde er neu gestaltet und durch Ankauf eines ehemaligen Hopfengartens erweitert. Eine umlaufende Friedhofsmauer mit Schwibbögen und Türmchen wurde um die gesamte Anlage geführt. 1681 wurde ein Siechenhaus und Lazarett neu eingerichtet. Eine abermalige Vergrößerung erfolgte 1845 durch Ankauf eines Grundstücks. 
1813 wurde die mittlerweile baufällige Georgenkapelle bis auf die Grundmauern abgerissen. Ein Ersatzneubau konnte am selben Ort 1827 eingeweiht werden. 1852 wurde hier der erste katholische Gottesdienst in Eilenburg seit 1525 gefeiert. Zu DDR-Zeiten wurde die Kapelle endgültig abgetragen. In den 1950er Jahren wurde mit dem Friedhof Mansberg im Westen der Stadt ein neuer Zentralfriedhof eröffnet. Infolgedessen fanden Begräbnisse auf dem Stadtfriedhof kaum noch statt und es leerten sich die Gräberfelder. Heute ist der Stadtfriedhof wieder regulär als Begräbnisort vorgesehen.
Der Friedhof wurde aufgrund der Nähe zur Mulde mehrfach von Hochwassern getroffen, so 1601, 1721, 1771, 1854, 1858, 1954 und 2002.

## Anlage

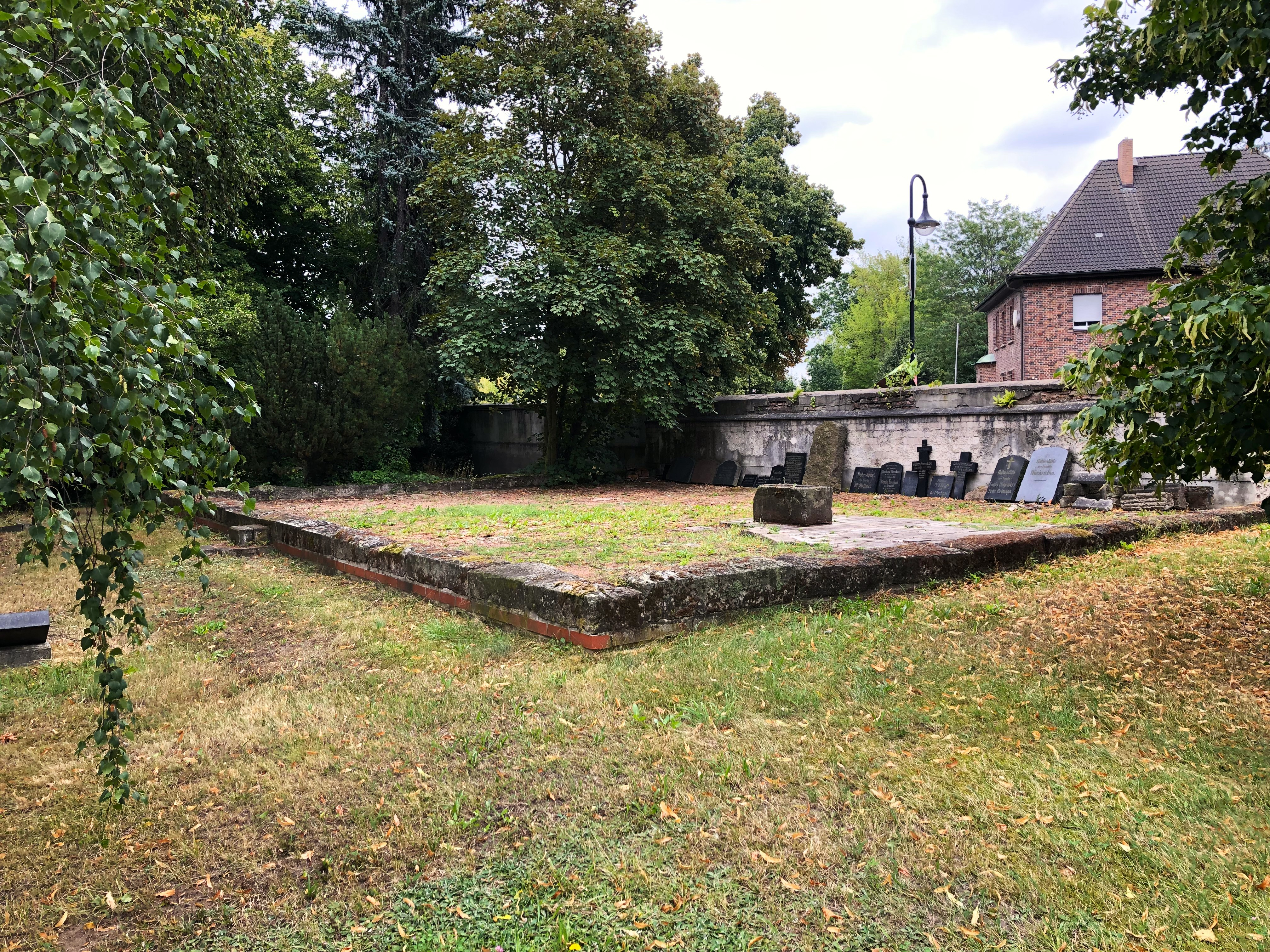
Fundament der Georgenkapelle (2021)
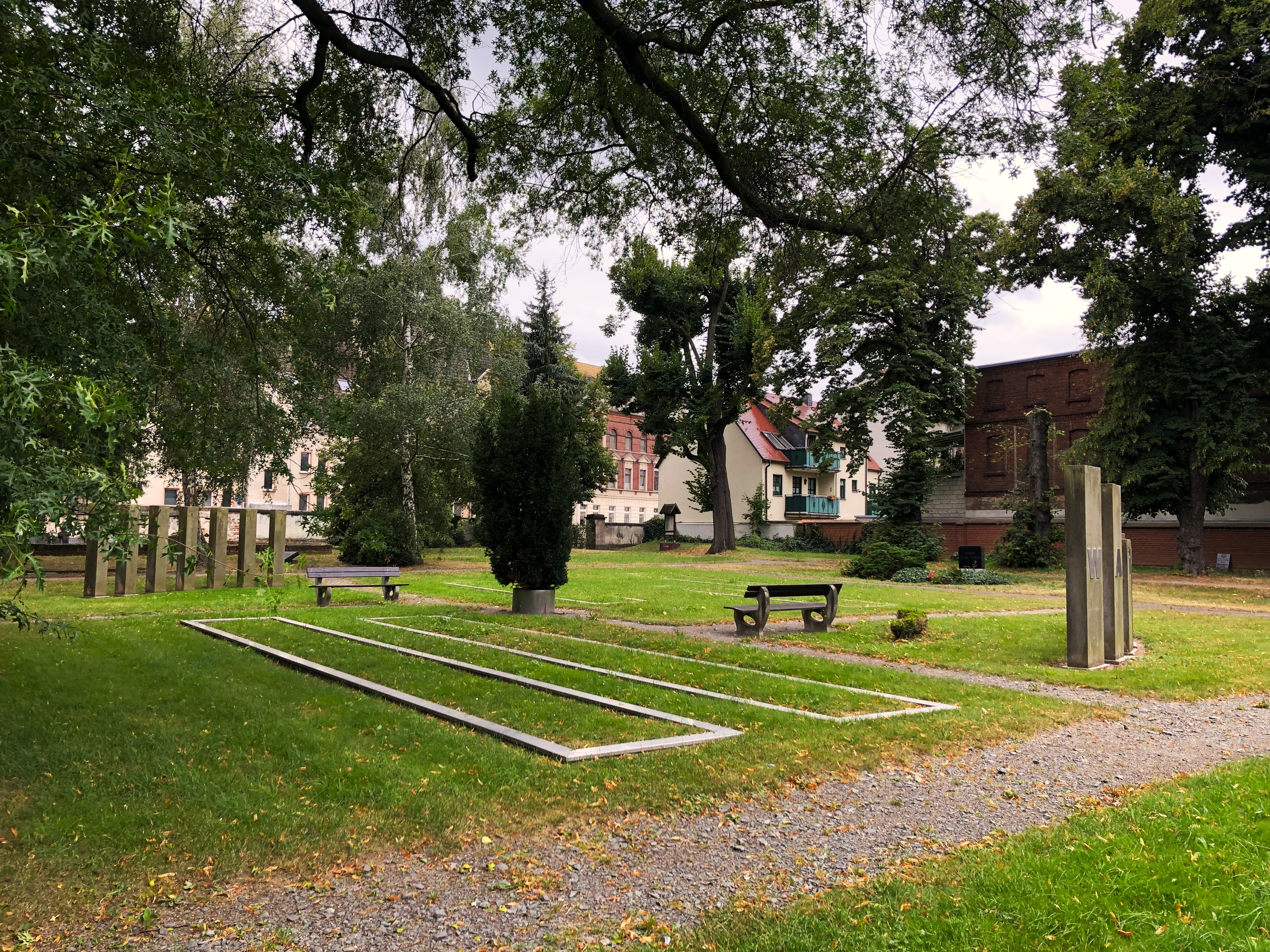
Memento, Gedenkstätte für die Opfer des Zweiten Weltkriegs von Torsten Freche, 2005 (2021)
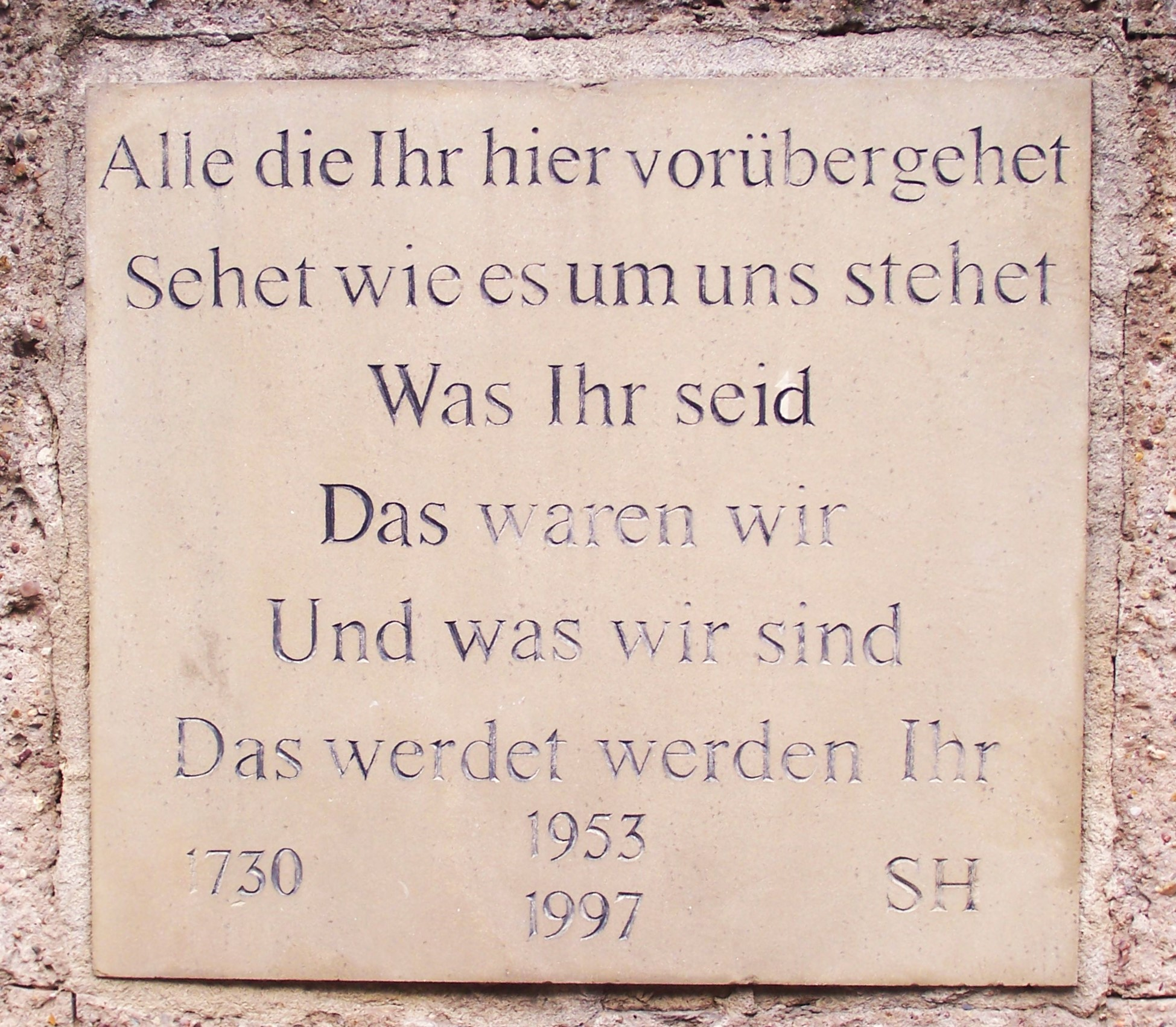
Tafel am Haupteingang Torgauer Straße (2009)

Der Stadtfriedhof liegt im Osten des Stadtteils Mitte in der ehemaligen Vorstadt Torgauer Steinweg außerhalb der alten Stadtbefestigung. Er wird begrenzt von der Straße An der Mulde im Osten, der Torgauer Straße im Süden, der Wohnbebauung der Georgen- und Martinstraße im Westen und vom Grünen Weg im Norden. In unmittelbarer Nähe mündet der Mühlgraben in die Mulde. Die Friedhofsanlage misst in Nord-Süd-Ausdehnung rund 200 und in Ost-West-Ausdehnung rund 80 Meter. Der Friedhof erstreckt sich auf einer Fläche von etwa 1,5 Hektar. Er besitzt Eingänge von der Torgauer Straße (Haupttor) und von der Straße An der Mulde. Die Einfriedung besteht aus einer umlaufenden Friedhofsmauer. Die Gräber werden erschlossen über zwei Hauptwege in Nord-Süd-Richtung sowie fünf querende Wege in West-Ost-Richtung. An der südlichen Mauer hin zur Torgauer Straße sind die Reste des mittelalterlichen Kapellenstandortes vorhanden. Im Süden der Anlage befindet sich zudem ein Mahnmal für die Toten der Kämpfe um Eilenburg im April 1945. Es wurde vom Bildhauer Torsten Freche (2005) geschaffen.
Die Gräber von Friedrich August und Anna Müller, Familie Holzweissig, Familie Mitscherlich, Ferdinand Röber sowie Ernst Träger sind aufgrund ihrer ortshistorischen Bedeutung und einer qualitätvollen Gestaltung als Einzeldenkmale geschützt (Objektnummer 09304865). Die Gräber Anton Bernhardi, Familie Schrecker sowie Ferdinand Röber sind Ehrengräber der Stadt Eilenburg.

## Grabstätten bekannter Personen

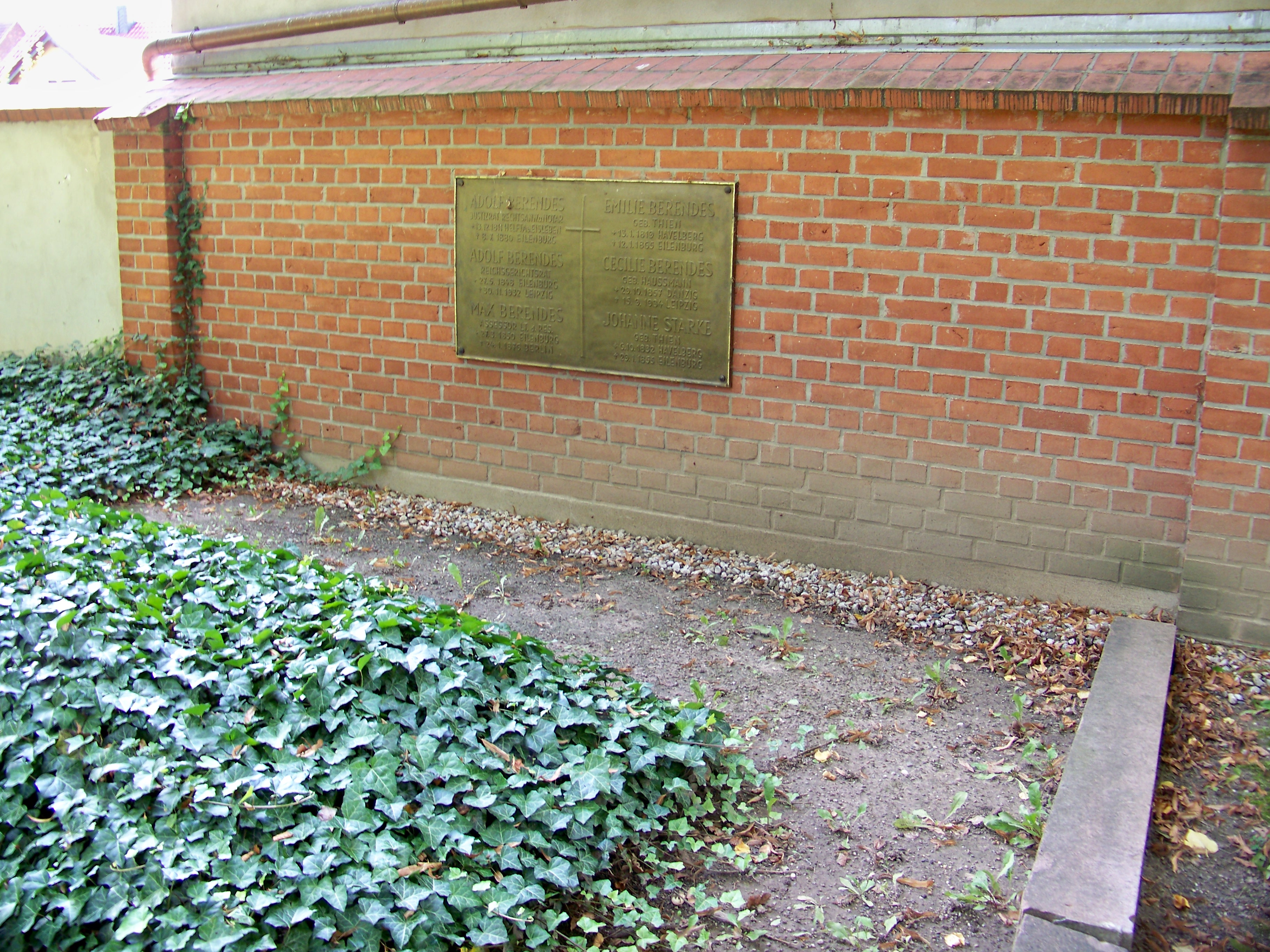
Adolf Berendes – Familiengrab Berendes
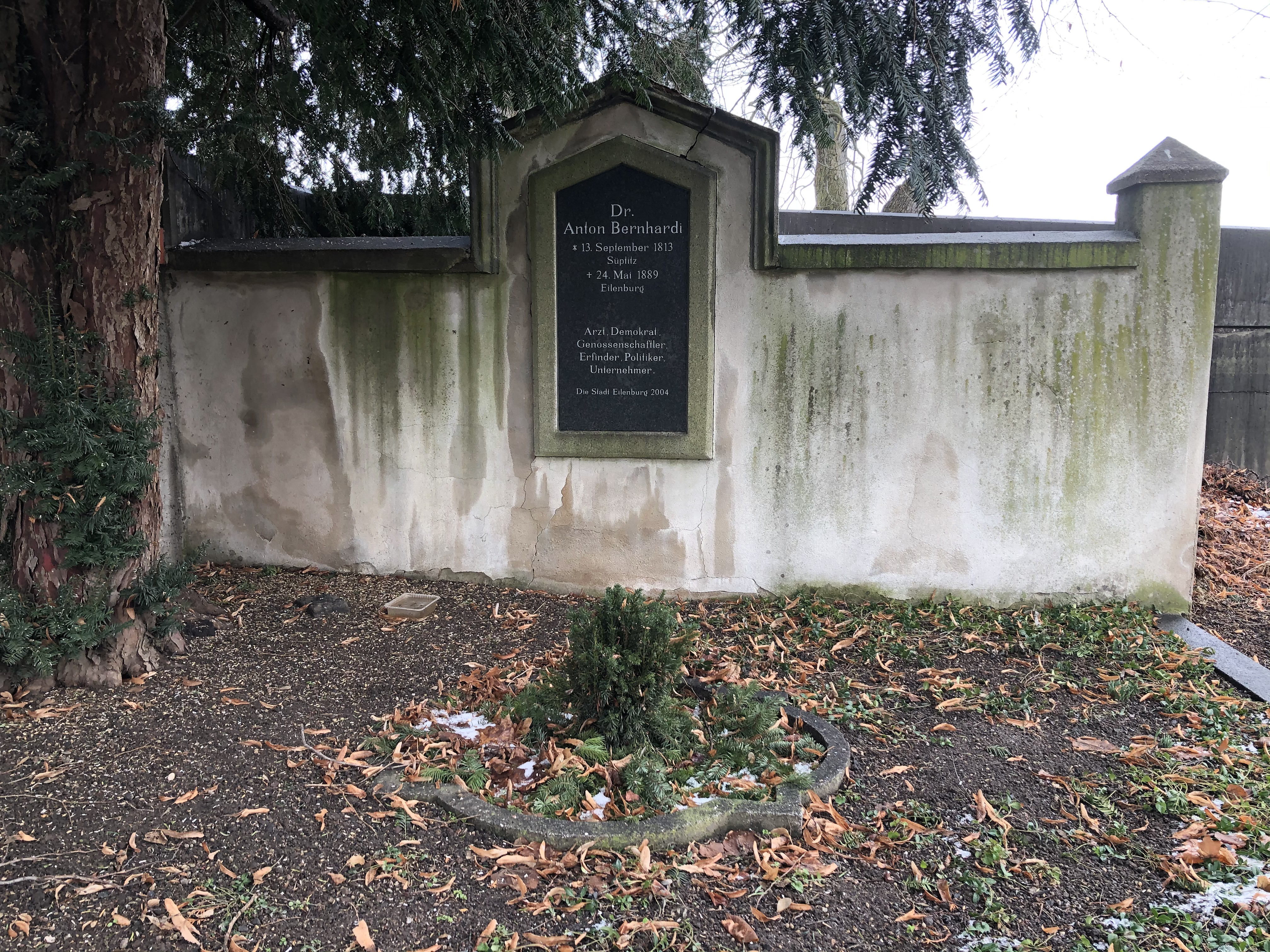
Grabstätte Anton Bernhardi
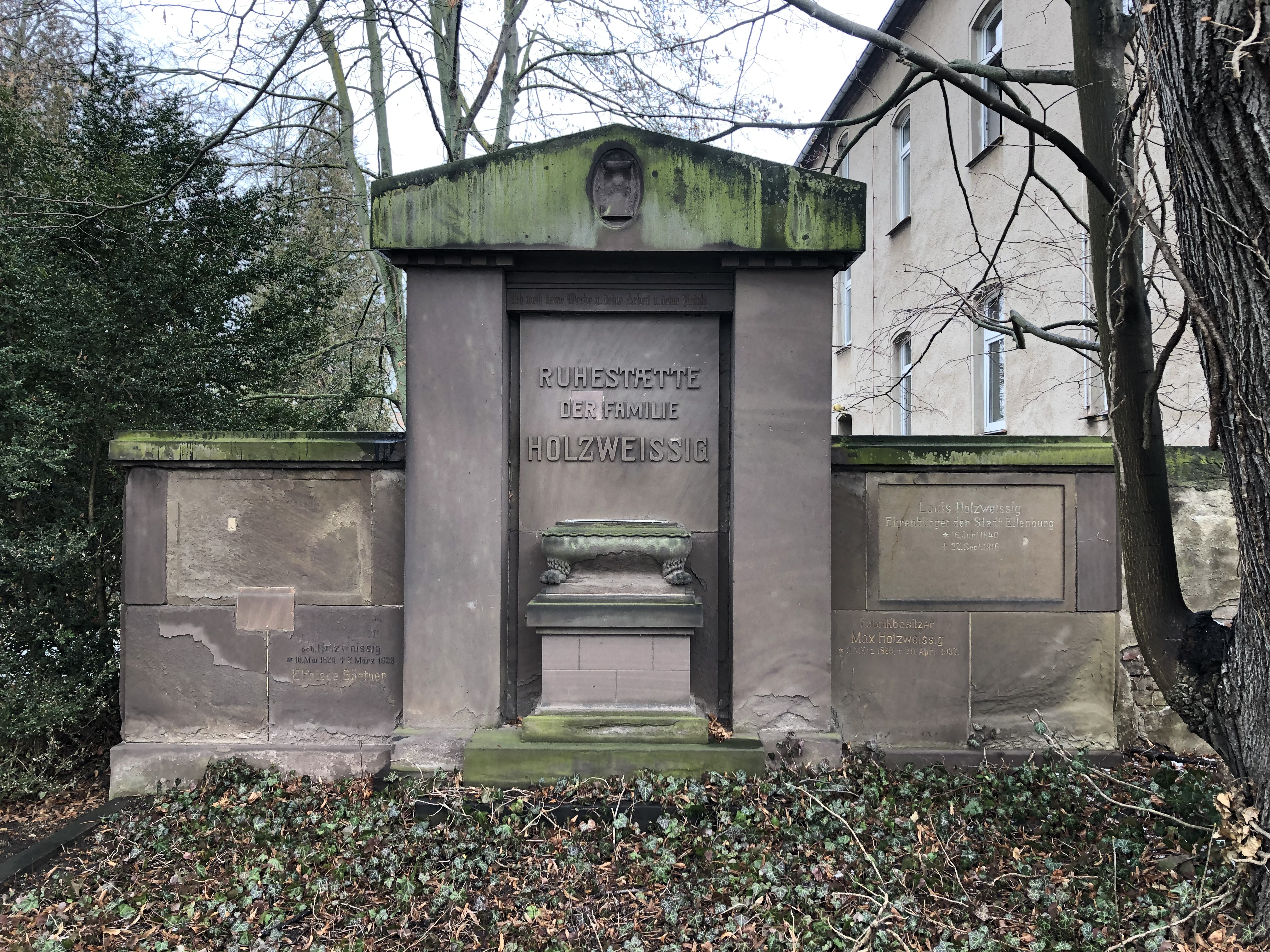
Louis Holzweissig – Familiengrab Holzweissig
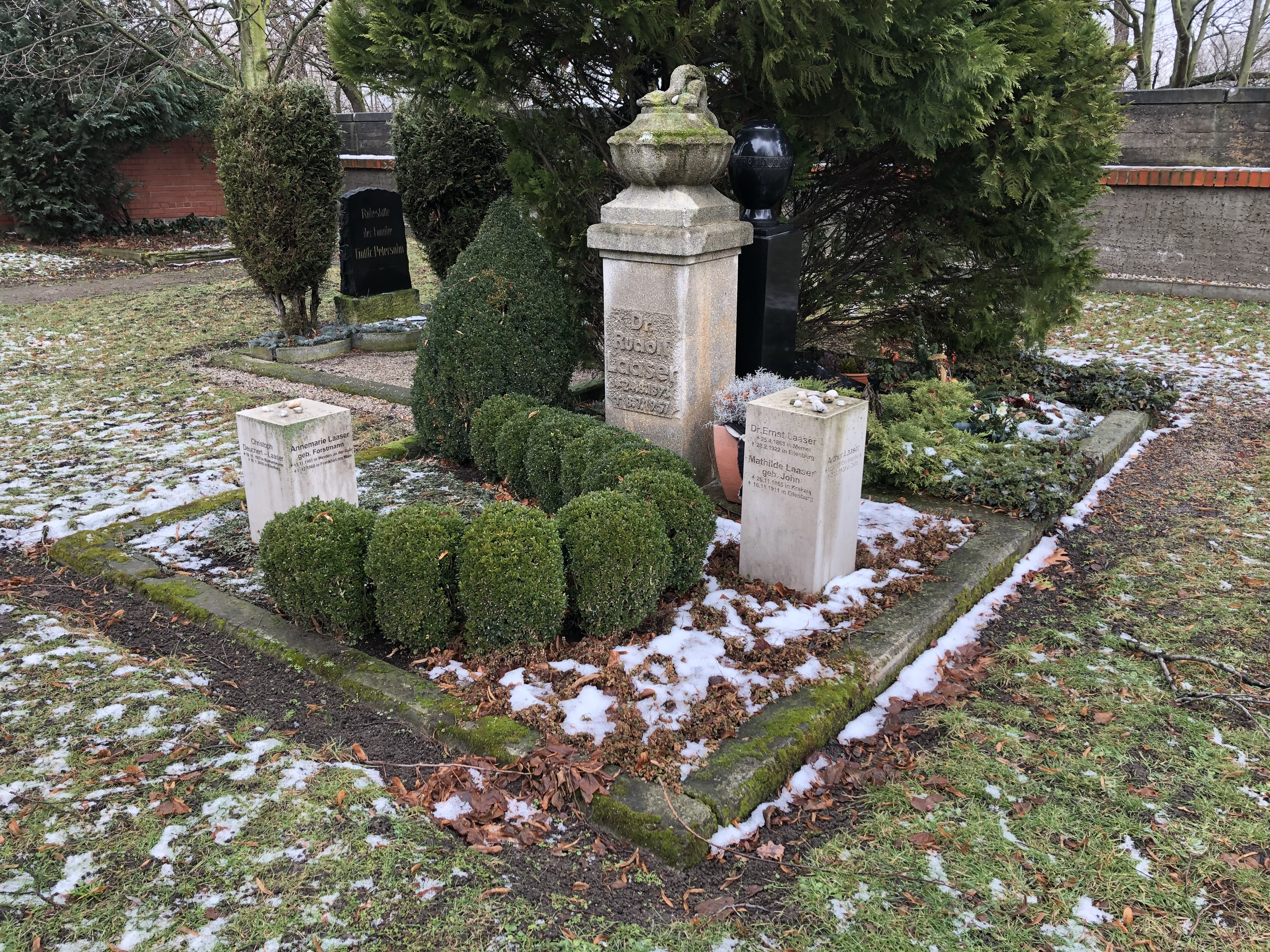
Ernst Laaser, Rudolph Laaser – Familiengrab Laaser
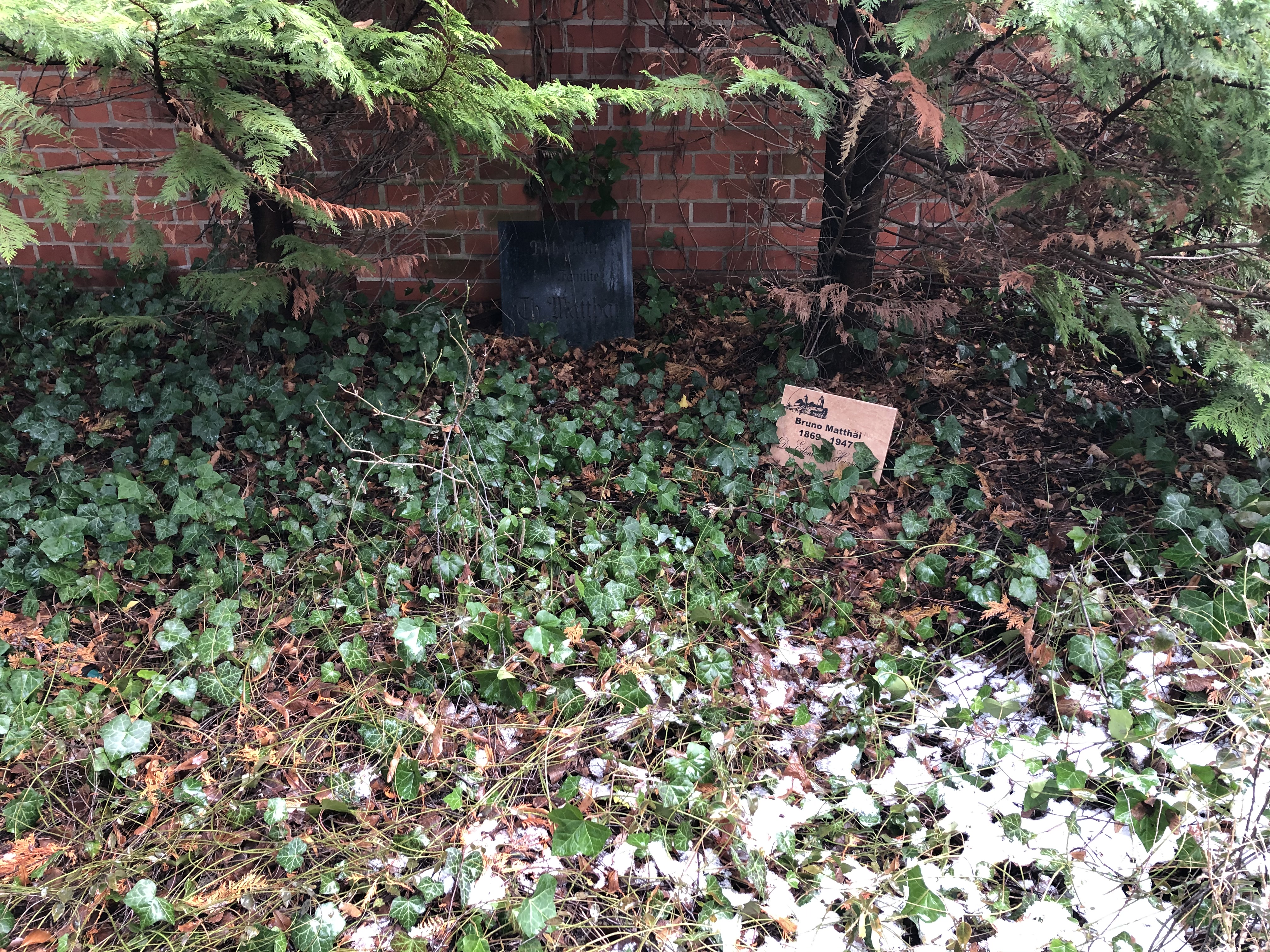
Bruno Matthäi – Familiengrab Matthäi
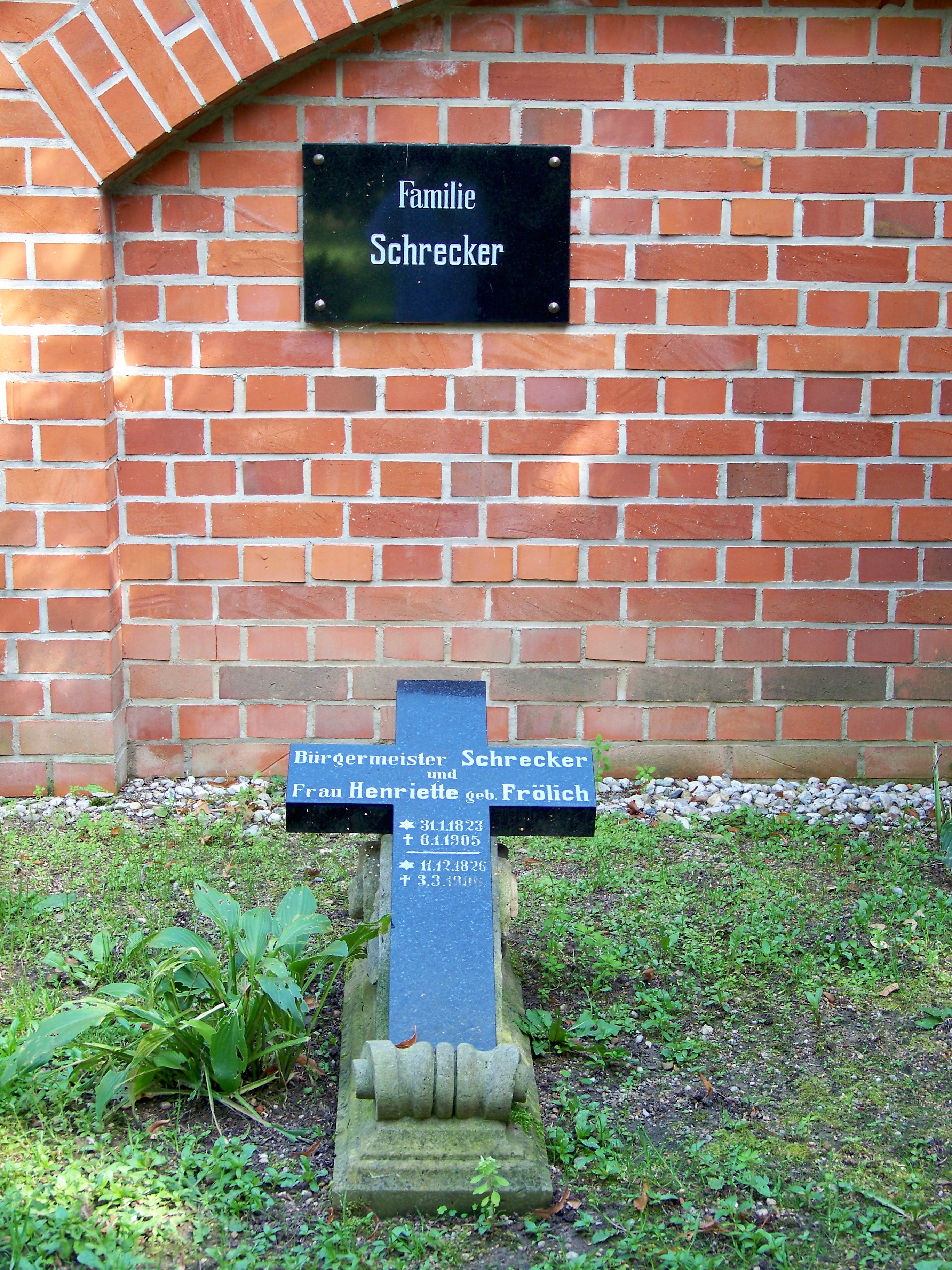
Emil Schrecker – Familiengrab Schrecker